# Schullwitzbach
Der Schullwitzbach ist ein rechter Nebenfluss der Wesenitz im Osten von Dresden.

## Verlauf
Der Schullwitzbach beginnt am Kalkteich zwischen Reitzendorf und Schullwitz (Ortsteile von Dresden), fließt in nordöstlicher Richtung durch den Schullwitzer Nixenteich und erreicht Schullwitz, danach fließt er in östlicher Richtung durch die Gemarkung Eschdorf, wo er die Stadtgrenze von Dresden erreicht.
Sein Unterlauf und die Mündung in die Wesenitz liegen auf dem Gebiet der Gemeinde Dürrröhrsdorf-Dittersbach. Von den Harthteichen bei Rossendorf fließt der Kalte Bach südlich durch Dittersbach und mündet in den Schullwitzbach, kurz vor dessen Mündung in die Wesenitz.
Vom Kalkteich bis zum Schullwitzer Nixenteich ist der Schullwitzbach weitgehend natürlich geprägt. Im Ort Schullwitz ist der Bach in mehreren Teichen aufgestaut (Dorf-, Schul-, Mühlteich).
In Schullwitz ist er überwiegend verbaut und streckenweise verrohrt. Hinter Schullwitz durchfließt der Bach ein Wiesengelände, in diesem Bereich wurde der Bach offengelegt und naturnah gestaltet. In Eschdorf verläuft der Schullwitzbach meist neben der Staatsstraße Pirna-Radeberg und ist straßenseitig durch eine Ufermauer befestigt. Ab Eschdorf ist der Bach in einem natürlichen Zustand.
Er fließt dann in der Gemarkung Dürrröhrsdorf-Dittersbach durch ein bewaldetes Tal unterhalb der Straße Wünschendorf – Dittersbach und mündet im Schlosspark von Schloss Dittersbach in die Wesenitz.

## Zuflüsse
- Aspichbach
- Wilder Weiher Graben
- Marktweggraben
- Schullwitzer Wiesengraben
- Eschdorfer Spiegelweggraben
- Eschdorf-Zaschendorfer Grenzbach
- Eschdorfer Weggraben
- Triebenbergbach
- Rossendorfer Wasser
- Kalter Bach

## Ehemalige Mühlen
Auf Grund seiner geringen Durchflussmenge gab es an diesem Bach nur wenige Mühlen:
- Mühle in Schullwitz (Erwähnung 1808)
- Obermühle oder Bienertmühle in Eschdorf, wo Gottlieb Traugott Bienert 1813 geboren wurde
- Niedermühle in Eschdorf (Ortsteil Rosinendörfchen)

## Lieblingstal
Der untere Abschnitt des Schullwitzbachtals in Dittersbach wird als Lieblingstal bezeichnet.
Das Lieblingstal ist durch Johann Gottlob von Quandt um 1840 erschlossen worden, im Jahr 2006 wurde durch den Quandt-Verein Dittersbach ein markierter Wanderweg durch das Lieblingstal (nach einem Wanderführer von 1908) angelegt.
Folgende Denkmale sind wieder entstanden:
- Die Hubertuskapelle ist durch den Quandt-Verein wieder errichtet worden. Die alte Kapelle stammte aus dem Jahr 1840 und war verfallen.
- Das König-Anton-Denkmal wurde völlig neu gestaltet. Die Inschrift lautet: „König Anton von Sachsen – Stifter der ersten Saechsischen Verfassung von 1831“. Die Büste ist eine Kopie des König-Anton-Denkmals in Dresden von Ernst Rietschel (1835).
- Die sächsische Verfassungssäule (Konstitutionssäule), die 2007 ebenfalls ganz neu errichtet wurde, ist auf der Vorderseite mit der Inschrift versehen: „Zum Gedenken an die Stiftung der ersten Saechsischen Verfassung 1831 durch Koenig Anton mit den Staenden“.
- Die Teufelsbrücke ist eine Sandsteinbogenbrücke über den Schullwitzbach. Es handelt sich um eine sehr alte Brücke, die grundlegend saniert wurde.
- Oberhalb des Lieblingstals befindet sich das Schloss mit Aussichtsturm „Schöne Höhe“, das von Quandt errichten ließ. Am Hang des Berges kann man den Kaiserstuhl (Steinbank) und die Zwergenhöhle besuchen.

## Galerie

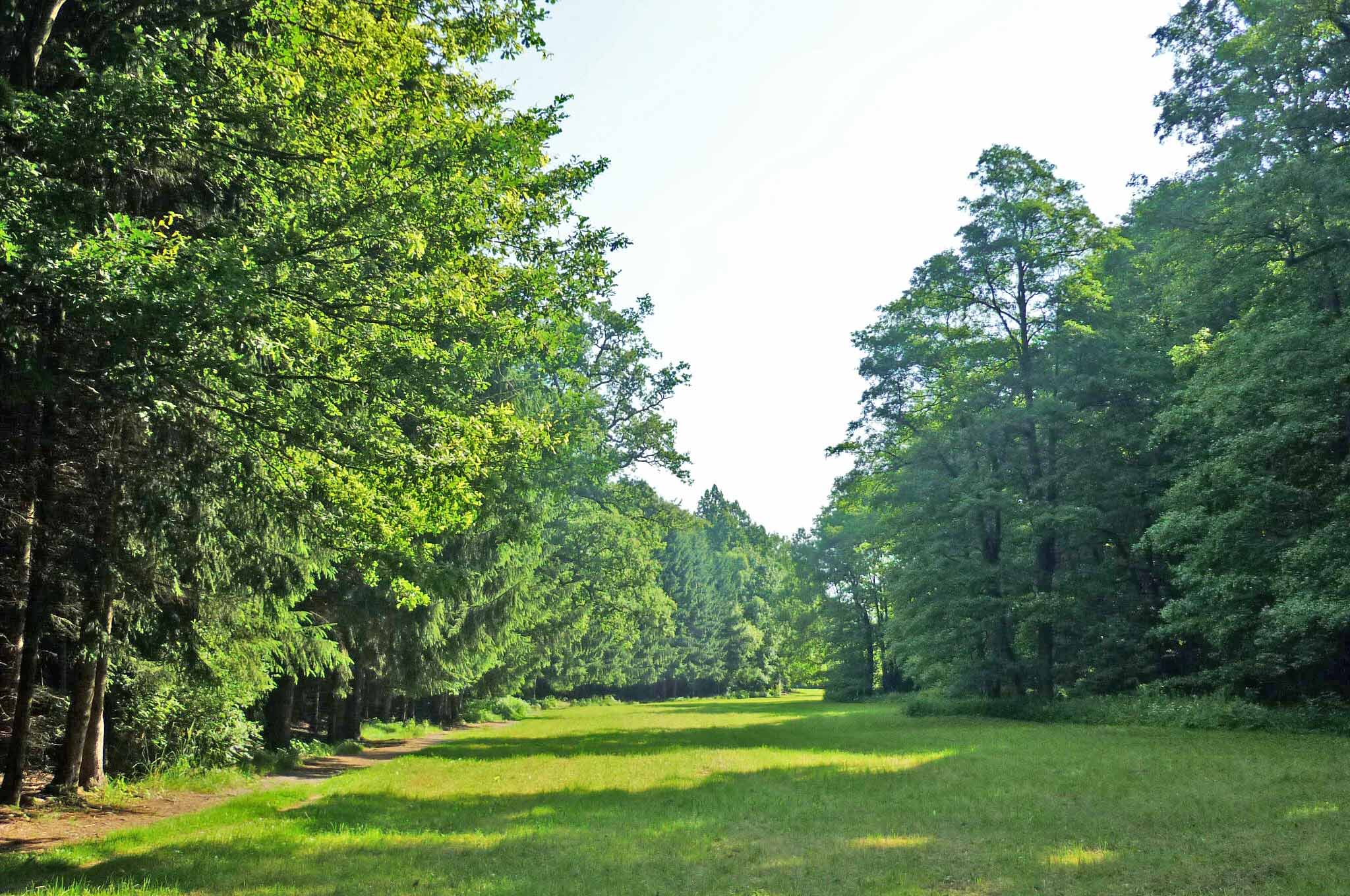
Im Lieblingstal bei Dürrröhrsdorf-Dittersbach
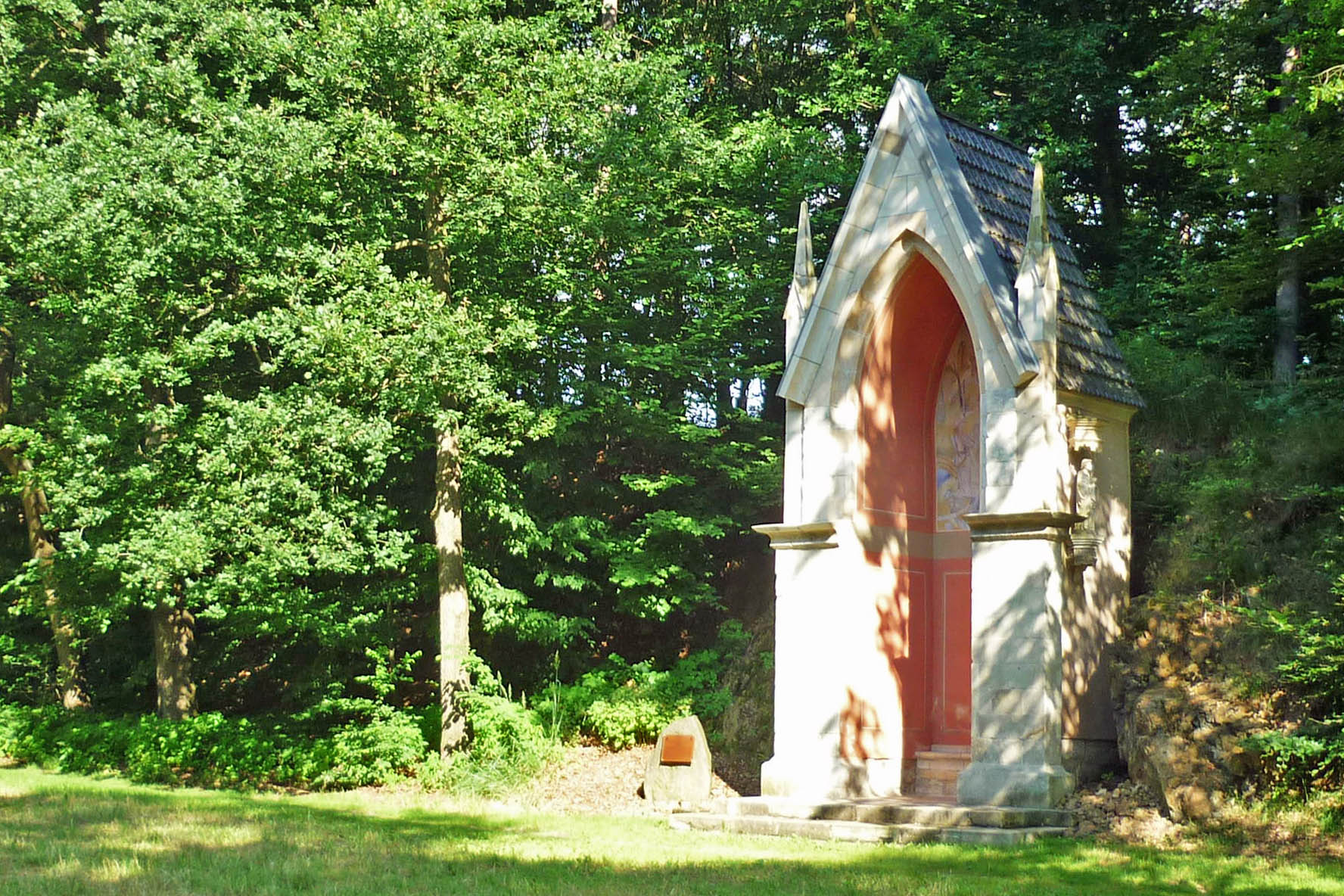
Hubertuskapelle im Lieblingstal bei Dürrröhrsdorf-Dittersbach
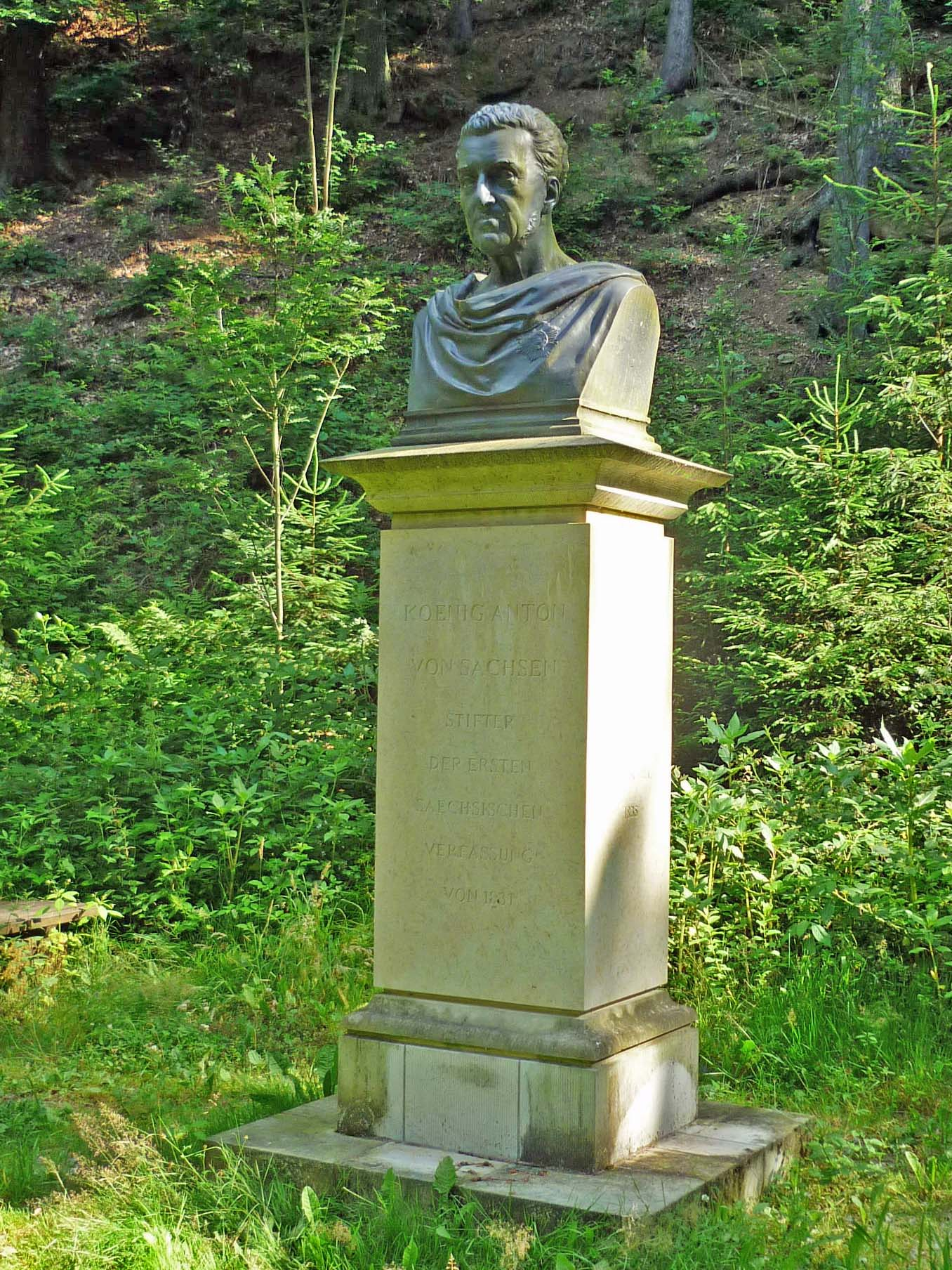
König-Anton-Denkmal im Lieblingstal
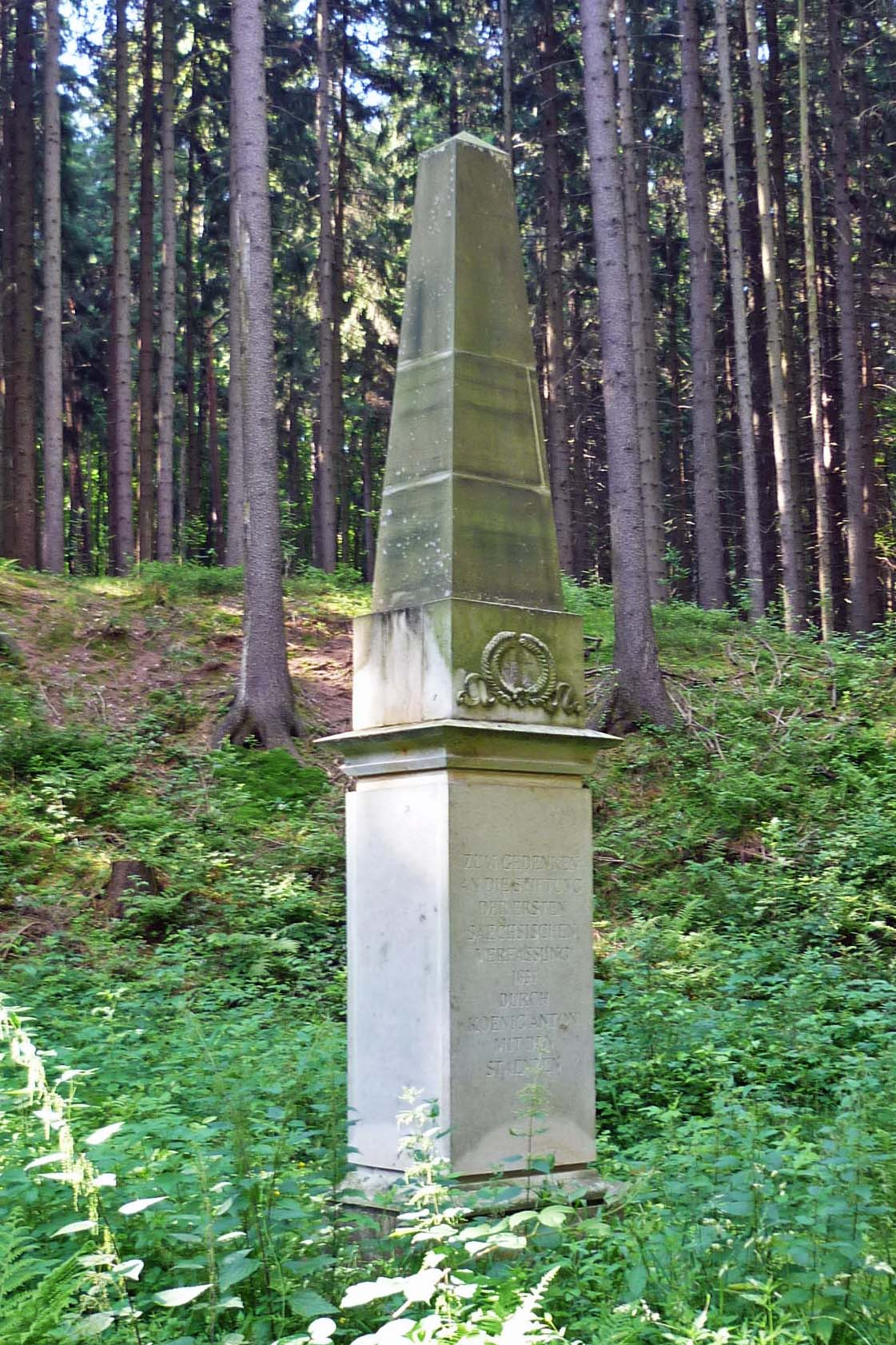
Verfassungsstein im Lieblingstal
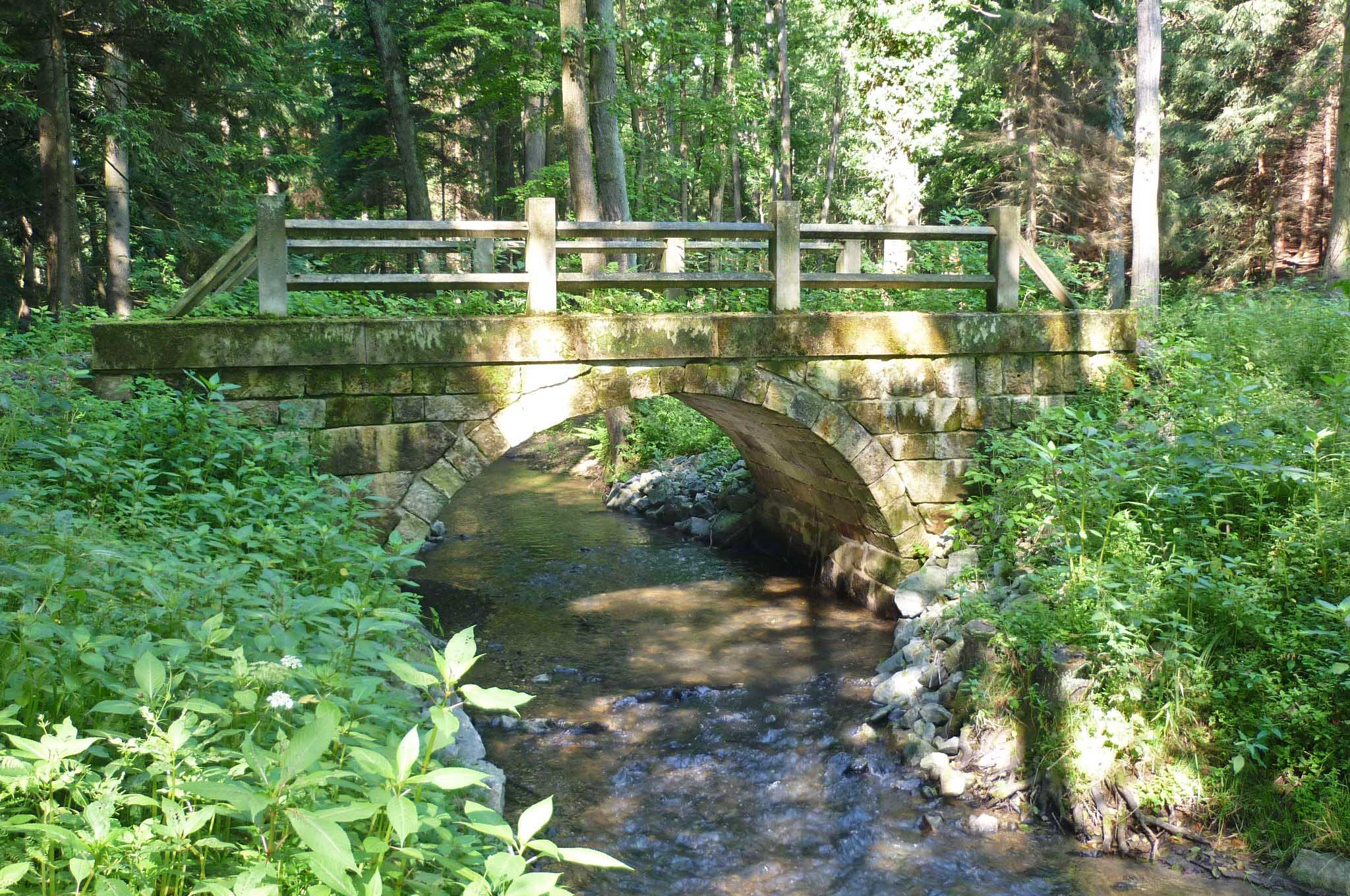
Teufelsbrücke im Lieblingstal
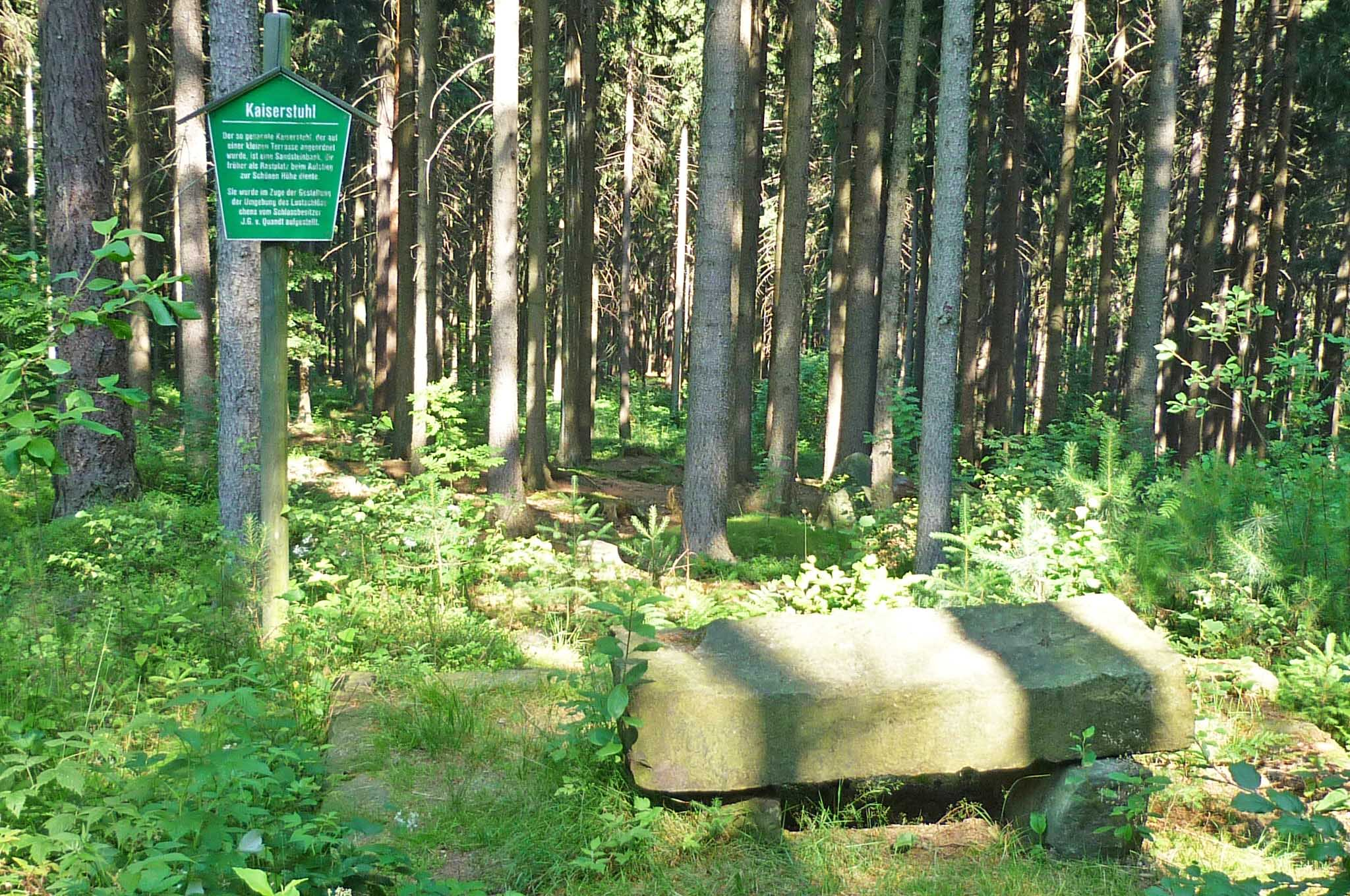
Kaiserstuhl oberhalb des Lieblingstals
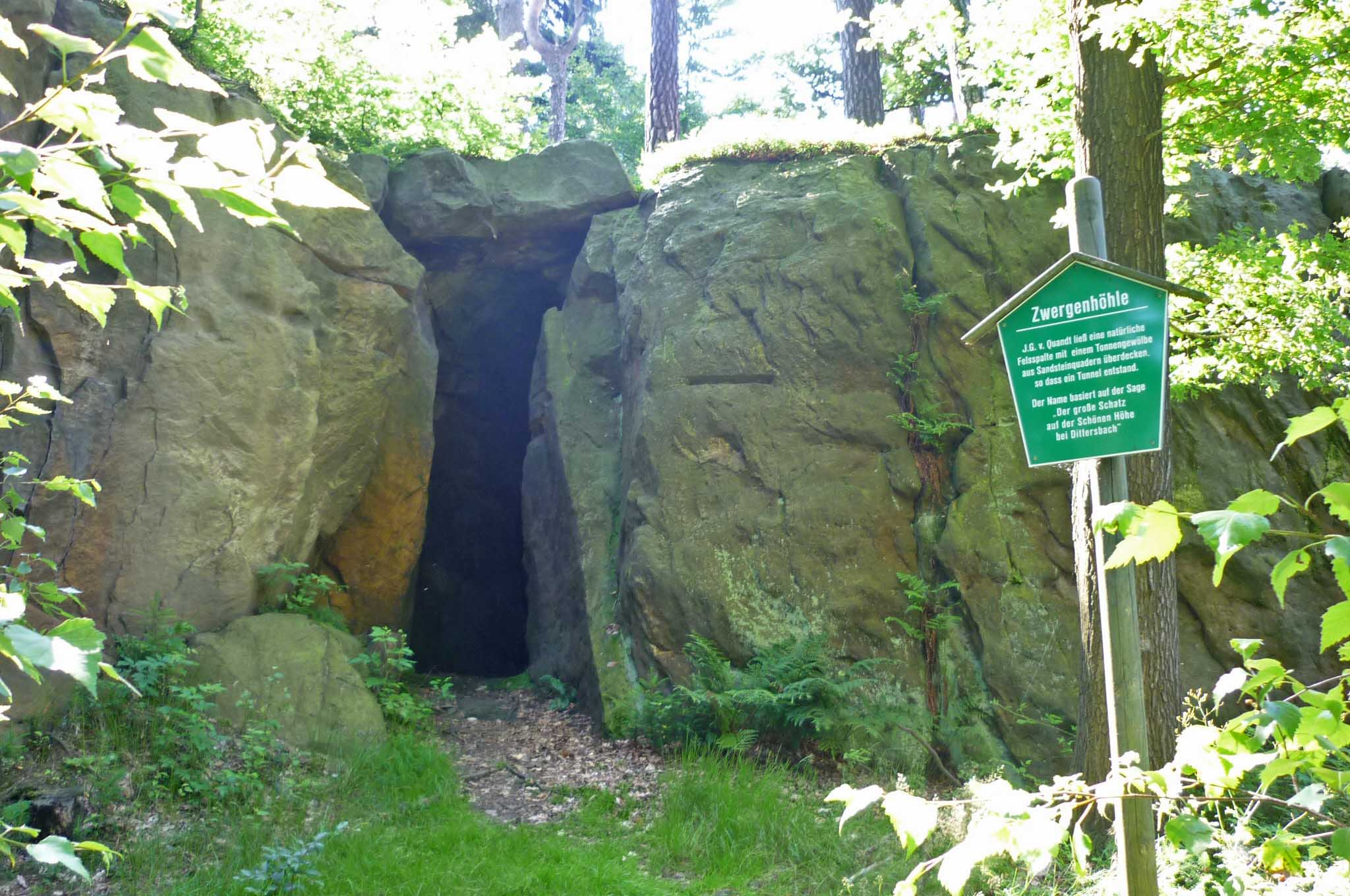
Zwergenhöhle oberhalb des Lieblingstals